# Jorge Severino da Silva
 Jorge Severino da Silva  (ilha de São Jorge, Açores, Portugal — Angra do Heroísmo,  Açores, Portugal, 1870) foi um jornalista e escritor português. 

## Biografia
Foi aluno do Seminário Episcopal de Angra do Heroísmo, tendo no entanto saído antes de ser ordenado padre. Escreveu poesia e colaborou em vários jornais da ilha Terceira.